# Animalia
Gli animali (Animalia Linnaeus, 1758, Metazoa Haeckel, 1874) sono un regno del dominio degli Eukaryota. Comprendono in totale più di 1 800 000 specie di organismi classificati, presenti sulla Terra dal periodo ediacarano; il numero di specie via via scoperte è in costante crescita, e alcune stime portano fino a 40 volte superiore la numerosità reale; delle 1,5 milioni di specie animali attuali, 900 000 sono appartenenti solo alla classe degli Insetti.
Sono inclusi nel regno animale tutti gli eucarioti con differenziamento cellulare e mobili durante almeno uno stadio della loro vita. Inoltre gli animali, con poche eccezioni, sono eterotrofi, cioè consumano materiale organico, respirano ossigeno, sono capaci di movimento e crescono a partire da una sfera cava di cellule, la blastula, durante lo sviluppo embrionale.
Il regno animale raggruppa i propri appartenenti in categorie tassonomiche definite dal sistema di classificazione scientifica. La disciplina biologica che studia gli animali viene detta zoologia. Nel linguaggio comune, a causa dell'antropocentrismo, viene a volte utilizzato erroneamente il termine animale per riferirsi solo a quelli che non sono esseri umani, sebbene anche questi ultimi siano animali. La locuzione corretta in quel caso è invece animali non umani.

## Struttura
Nella diversità delle specie appartenenti al regno animale, possiamo generalizzare alcuni aspetti.
Con diverse eccezioni, in particolare parazoi, placozoi, e mesozoi, gli animali hanno un corpo differenziato in quattro tessuti distinti: epiteliale, connettivo, muscolare e nervoso. In genere, c'è anche una cavità interna digerente, con una o due aperture. Gli animali con questo tipo di organizzazione sono chiamati eumetazoi.
Tutti gli animali hanno cellule eucariotiche, circondate da una caratteristica matrice extracellulare composta di collagene e glicoproteine elastiche. Questa può essere mineralizzata a formare strutture come conchiglie, ossa e spicole. Durante lo sviluppo, secondo un quadro relativamente flessibile ma definito, le cellule possono muoversi e riorganizzarsi, realizzando strutture complesse. Altri organismi pluricellulari come piante e funghi hanno cellule tenute in posizione da pareti cellulari rigide, sviluppando una crescita progressiva. Inoltre, le cellule animali possiedono le giunzioni intercellulari seguenti: occludenti, aderenti e comunicanti.

### Tegumento, scheletro e muscoli
In tutti gli animali, escludendo quelli più primitivi da un punto di vista evolutivo, il tegumento e il sistema muscolare sono variamente in rapporto tra loro e dipendono strettamente dall'ambiente in cui gli organismi vivono. Il tegumento, oltre alla funzione di protezione dell'ambiente interno da eventuali pericoli provenienti dall'ambiente esterno all'animale, può nei vari taxa svolgere anche altre funzioni.

### Apparato digerente e metabolismo
Gli animali, come già ricordato sono organismi eterotrofi, non sono cioè in grado di prodursi da soli l'alimento come le piante, ma devono procurarselo nutrendosi di esse, altri animali o resti animali. Così come per gli altri sistemi e apparati, varie sono le modalità sviluppate dai vari phyla riguardo alle abitudini alimentari, alla digestione delle sostanze ingerite e ai propri processi metabolici.

### Sistema circolatorio
L'apparato circolatorio svolge la funzione di distribuire le sostanze nutritive alle cellule del corpo. Può eventualmente contenere anche cellule e pigmenti respiratori (emoglobina, emocianina), e quindi distribuire l'ossigeno. Può essere chiuso (Anellidi, Vertebrati, molluschi Cefalopodi) o aperto (Insetti, gli altri Molluschi), o addirittura mancare del tutto, come in alcuni Phyla.

### Apparato respiratorio ed escretore
La funzione svolta dall'apparato respiratorio è la respirazione. La finalità di questo processo è rifornire i tessuti di ossigeno e liberarli dall'anidride carbonica, prodotto di scarto dell'attività cellulare. Una qualsiasi superficie sottile, umida, è in grado di adempiere a questa funzione; riconosciamo branchie e polmoni a seconda che l'animale sia acquatico o meno. L'apparato escretore si occupa di eliminare cataboliti, principalmente prodotti azotati, dall'organismo, sotto forma di ammoniaca, urea o acido urico.

### Sistema nervoso e organi di senso
Gli organismi unicellulari sono in grado di rispondere a uno stimolo esterno con una reazione, dimostrandosi eccitabili o irritabili. Dal passaggio alle forme pluricellulari nasce la necessità di un sistema nervoso capace di gestire e coordinare le funzioni dei vari tessuti, apparati e sistemi in modo che essi agiscano come un'unità. Troviamo neuroni sensoriali e neuroni motori, spesso collegati fra loro attraverso neuroni associativi.

### Riproduzione e sviluppo
La riproduzione può avvenire sessualmente o asessualmente. La riproduzione asessuale, tipica dei Batteri e dei Protozoi, è nel regno animale molto meno diffusa e, sostanzialmente, presente solo nei phyla meno evoluti, dove comunque si può avere anche una riproduzione sessuale. A volte è presente l'alternanza di generazioni.

## Ecologia
Per biodiversità si intende l'insieme di tutte le forme viventi, geneticamente dissimili e degli ecosistemi ad esse correlati. Quindi biodiversità implica tutta la variabilità biologica: di geni, specie, habitat ed ecosistemi. L'anno 2010 è stato dichiarato dall'ONU l'Anno internazionale della biodiversità.

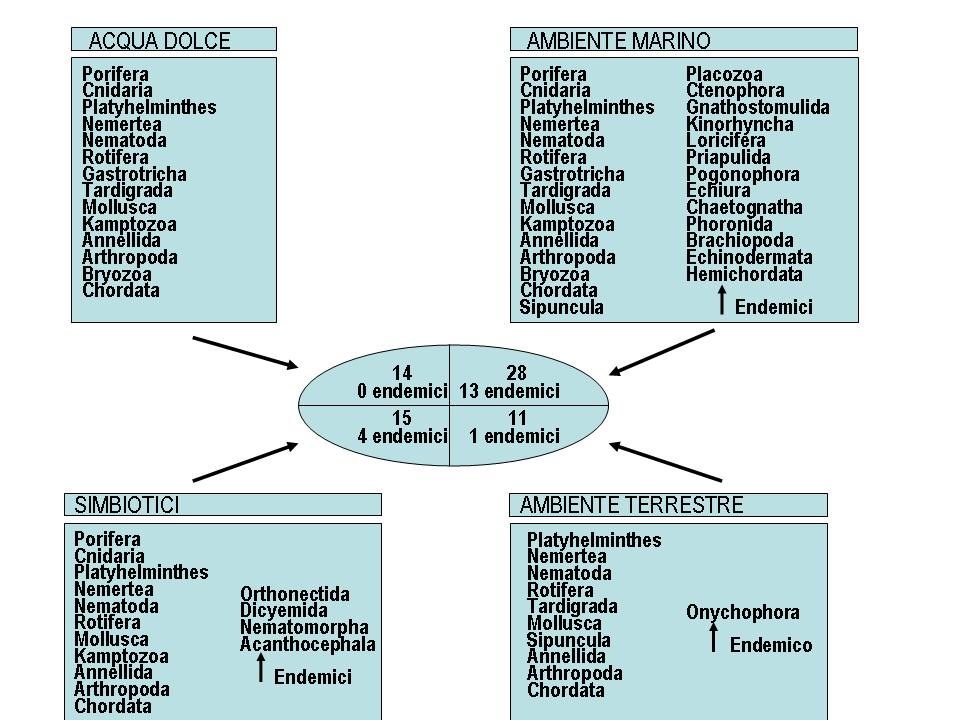
La distribuzione nei vari ambienti degli animali

È ormai accertato che la nascita della vita è avvenuta nell'ambiente acquatico. Ancora oggi, dei circa 70 phyla di animali viventi conosciuti, la maggioranza abita prevalentemente quest'ambiente. Addirittura esistono phyla che possono essere considerati endemici dell'ambiente marino (13 phyla su 28 che vivono in tale ambiente) mentre nessun phylum viene considerato endemico dell'ambiente delle acque dolci. Dall'acqua, nel corso delle ere geologiche, vari gruppi hanno saputo conquistare spazio nell'ambiente terrestre (1 phylum endemico, gli Onychophora), mentre altri hanno optato per una vita di simbiosi o parassitismo (4 phyla endemici).
Il passaggio dall'ambiente acquatico a quello terrestre è avvenuto grazie all'azione fotosintetica delle alghe unicellulari prima e delle piante poi, che hanno via via arricchito l'atmosfera di ossigeno. Mentre l'acqua infatti è in grado di contenere una bassissima concentrazione di O2 al suo interno, nell'ambiente fuori da queste, le concentrazioni arrivavano addirittura al 20-30% del totale; questo ha sicuramente favorito un graduale spostamento degli animali da un ambiente sommerso, scarsamente ossigenato, ad uno emerso, ricco di tale gas.

## Classificazione
Diverse classificazioni degli animali, così come quella degli altri regni, sono state proposte nel corso degli anni. Le prime classificazioni si basavano perlopiù su caratteristiche morfologiche, prendendo in considerazione, a seconda dell'autore un numero più o meno grande di caratteri. Successivamente si è passati a raggruppare gli organismi considerando anche il loro sviluppo embrionale. Negli ultimi anni, così come avviene per gli altri regni, si cerca una classificazione basata su studi di genetica molecolare, in base al principio che determinati geni si conservano pressoché uguali nei vari raggruppamenti e il numero di variazioni nelle basi del Dna può essere correlato col tempo trascorso dall'allontanamento da un antenato comune (Orologio Molecolare).

Cronologicamente si fanno risalire ad Aristotele le prime osservazioni tassonomiche, raccolte nei vari scritti scientifici come "Ricerche sugli animali", "Le parti degli animali" e "Sulla generazione degli animali". Sebbene venga spesso considerato il padre fondatore della Zoologia moderna, Aristotele non propose mai un sistema tassonomico esaustivo e scientifico. I suoi studi erano per lo più annotazioni di carattere ora scientifico, ora fisiologico ora etologico, senza applicare in nessun caso un vero progetto tassonomico teorico.
Dalle sue notazioni emerge comunque una primitiva suddivisione del regno Animale affine per certi aspetti a quella moderna. Aristotele suddivideva gli animali in due primi gruppi, gli Enaima (Animali con sangue) ed Anaima (Animali senza sangue). Al primo gruppo appartenevano l'Uomo, i Quadrupedi, i Cetacei, i Pesci e gli Uccelli. Al secondo appartenevano la maggior parte dei Crostacei decapodi, dei Molluschi e quelli che Aristotele definiva Entoma, vale a dire un insieme più o meno confuso degli attuali Insetti, Miriapodi, Aracnidi, Anellidi e Vermi parassiti. Il criterio di classificazione che Aristotele adottò per gli Entoma fu la suddivisione del corpo degli animali in più segmenti ben individuabili, sulla faccia ventrale, dorsale o entrambe. Se si escludono gli Anellidi e i Vermi parassiti la definizione aristotelica di Entoma si avvicina molto a quella contemporanea degli Artropodi.
Aristotele si interessò, seppure marginalmente, anche dei Vegetali. Le sue intuizioni al riguardo non furono vicine a quelle moderne come invece è stato per gli Animali. Aristotele sosteneva infatti che le Piante si fossero originate a partire da animaletti dalle dimensioni modeste provvisti di un gran numero di zampe che, a causa di una vita sempre più immobile e sedentaria, avrebbero perso le articolazioni finali andando a sostituire le funzioni vitali svolte dalla bocca.
Le teorie zoologiche di Aristotele ricevettero molto successo nel corso del tempo rispetto a quelle botaniche, tant'è che perdurarono per circa duemila anni; soprattutto grazie alle adesioni che i suoi libri ricevettero da parte dei primi scrittori e teologi cristiani, come Origene, Agostino d'Ippona e Tommaso d'Aquino: una tendenza che continuò nei tempi successivi come nel XVI secolo con l'opera del presbitero Giovanni Domenico de Nigris che si dedicò alla descrizione di animali secondo un'ottica religiosa.
Segue una classificazione (incompleta) del regno terminante con le varie classi di ogni phylum e comprendente (quando è indicato) categorie tassonomiche intermedie:

## Sottoregno Parazoa (Parazoi)

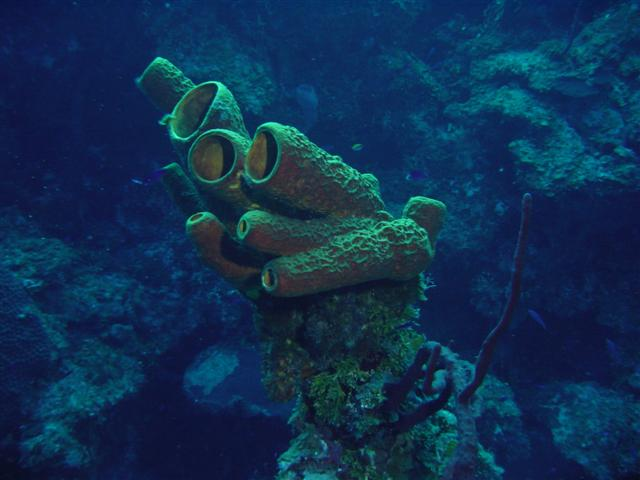
Una spugna marina

- Phylum Porifera[19] (Poriferi o Spugne)
  - classe Calcarea o Calcispongiae (Calcispongie o Spugne calcaree)
  - classe Hyalospongiae o Hexactinellida (Ialospongie o Esattinellidi o Spugne vitree)
  - classe Demospongiae (Demospongie o Spugne cornee)
  - classe Sclerospongiae (Sclerospongie o Spugne coralline)

## Sottoregno Phagocytellozoa (Fagocitellozoi)
- Phylum Placozoa[20] (Placozoi).

Due sole specie oggi note:
- - Trichoplax adhaerens

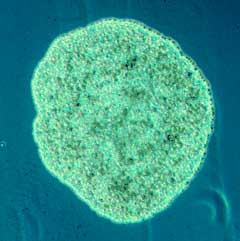
Trichoplax adhaerens

  - Treptoplax reptans (non si hanno dati a sufficienza per dimostrare l'esistenza di questa specie)

Si tratta di organismi marini di acque basse, microscopici e somiglianti vagamente alle amebe, non più grandi di alcuni millimetri e spessi qualche decimo di millimetro. A suo tempo furono ritenuti erroneamente fasi larvali di meduse; ma in seguito (1971) è stato accertato che costituiscono un phylum a sé stante e sembrano rappresentare il modello più realistico di metazoo ancestrale.

## Sottoregno Eumetazoa (Eumetazoi)

### Ramo Radiata (Radiati) infraregno
- Phylum Coelenterata o Cnidaria (Celenterati o Cnidari)[21]
  - Hydrozoa (Idrozoi)
  - Scyphozoa (Scifozoi)
  - Cubozoa (Cubozoi)
  - Anthozoa (Antozoi)
- Phylum Ctenophora (Ctenofori)
  - Tentaculata (Tentacolati)
  - Nuda (Nudi o Atentacolati)

### Ramo Bilateria (Bilateri) infraregno

#### Protostomi

##### Clado Ecdysozoa
- Phylum Kinorhyncha (Chinorinchi)
- Phylum Priapulida (Priapulidi)
- Phylum Nematoda (Nematodi o Vermi cilindrici)
  - Secernentea o Phasmidia (Fasmidari)
  - Adenophorea o Aphasmidia (Afasmidari)
- Phylum Lobopodia (Lobopodi)
- Phylum Nematomorpha (Nematomorfi)
  - Nectonematoida (Nectonematoidi)
  - Gordioida (Gordioidi)
- Phylum Loricifera (Loriciferi)
- Phylum Arthropoda (Artropodi)
  - Subphylum Trilobitomorpha (Trilobiti) †
  - Subphylum Chelicerata (Chelicerati)
    - Merostomata (Merostomi)
    - Pycnogonida (Picnogonidi)Sericosura verenae, un picnogonide
    - Arachnida (Aracnidi)

  - Subphylum Myriapoda (Miriapodi)
    - Diplopoda (Diplopodi)
    - Chilopoda (Chilopodi)
    - Symphyla (Sinfili)
    - Pauropoda (Pauropodi)

  - Subphylum Hexapoda (Esapodi)
    - Entognatha (Entognati)
      - Collembola (Collemboli)
      - Protura (Proturi)
      - Diplura (Dipluri)

    - Insecta (Insetti)

  - Subphylum Crustacea (Crostacei)
    - Branchiopoda (Branchiopodi)
    - Remipedia (Remipedi)
    - Cephalocarida (Cefalocaridi)
    - Maxillopoda (Maxillopodi)
    - Ostracoda (Ostracodi)
    - Malacostraca (Malacostraci)
- Phylum Tardigrada (Tardigradi)

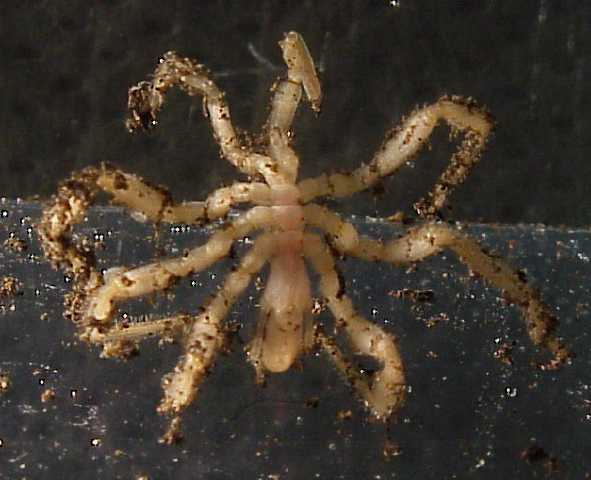
Sericosura verenae, un picnogonide

  - Heterotardigrada (Heterotardigradi)
  - Mesotardigrada (Mesotardigradi)
  - Eutardigrada (Eutardigradi)
- Phylum Onychophora (Onicofori)

##### Clado Lophotrochozoa
- Phylum Nemertea o Rhynchocoela (Nemertini o Nemertei o Rincoceli)
- Phylum Entoprocta o Kamptozoa (Endoprocti o Endoprotti o Camptozoi)
- Phylum Mollusca (Molluschi)
  - Subphylum Aculifera (Aculiferi)
    - Poliplacophora (Poliplacofori)
    - Caudofoveata (Caudofoveati)
    - Solenogastres (Solenogastri)

  - Subphylum Conchifera (Conchiferi)
    - Monoplacophora (Monoplacofori)
    - Gastropoda (Gasteropodi)
    - Bivalvia (Bivalvi)
    - Scaphopoda (Scafopodi)
    - Cephalopoda (Cefalopodi)
    - Rostroconchia (Rostroconchi) †
    - Helcionelloida (Helcionelloidi) †
    - Tentaculita (Tentaculiti) †
- Phylum Annelida (Anellidi o Vermi Metamerici)
  - Polychaeta (Policheti)
  - Clitellata (Clitellati)
- Phylum Echiura (Echiuridi o Echiuridei)
- Phylum Sipuncula (Sipunculidi)
- Phylum Bryozoa o Ectoprocta (Briozoi o Ectoprocti)
  - Stenolaemata (Stenolaemati)
  - Gymnolaemata (Gymnolaemati)
  - Phylactolaemata (Phylactolaemati)
- Phylum Phoronida (Foronidei)
- Phylum Brachiopoda (Brachiopodi)
  - Articulata (Articulati)
  - Inarticulata (Inarticulati)
- Phylum Hyolitha (Ioliti)

##### Clado Platyzoa
- Phylum Platyhelminthes (Platelminti o Vermi piatti):Un platelminte turbellario
  - Turbellaria (Turbellari)
  - Monogenea (Monogenei)
  - Trematoda (Trematodi)
  - Cestoda (Cestodi o Cestoidei)

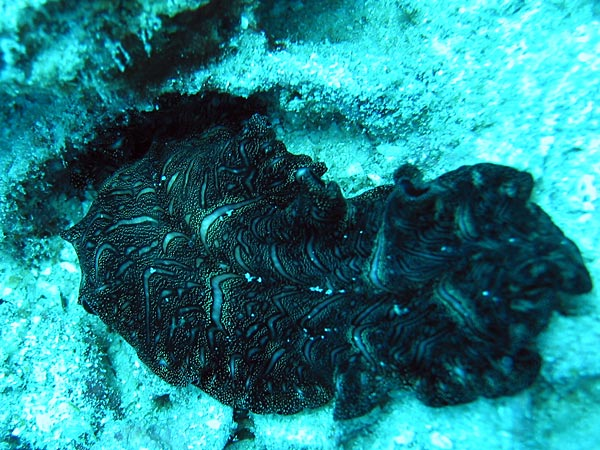
Un platelminte turbellario

- Phylum Gastrotricha (Gastrotrichi)
- Phylum Gnathifera
- Phylum Rotifera (Rotiferi)
  - Seisonoidea (Seisonoidi)
  - Bdelloidea (Bdelloidi)
  - Monogononta (Monogononti)
- Phylum Acanthocephala (Acantocefali)
  - Archiacanthocephala (Archiacanthocefali)
  - Palaeacanthocephala (Palaeacanthocefali)
  - Eoacanthocephala (Eoacanthocefali)
- Phylum Gnathostomulida (Gnatostomulidi)

##### Non assegnato
- Phylum Pentastomida (Pentastomidi o Linguatulidi)

#### Deuterostomi
- Phylum Chaetognatha (Chetognati o Sagittoidei)
- Phylum Hemichordata (Emicordati)
- Phylum Echinodermata (Echinodermi)
  - Subphylum Eleutherozoa (Eleuterozoi)
    - Superclasse Asterozoa (Asterozoi)
      - Asteroidea (Asteroidei o Stelle di mare)Plectaster decanus
      - Somasteroidea (Somasteroidei)

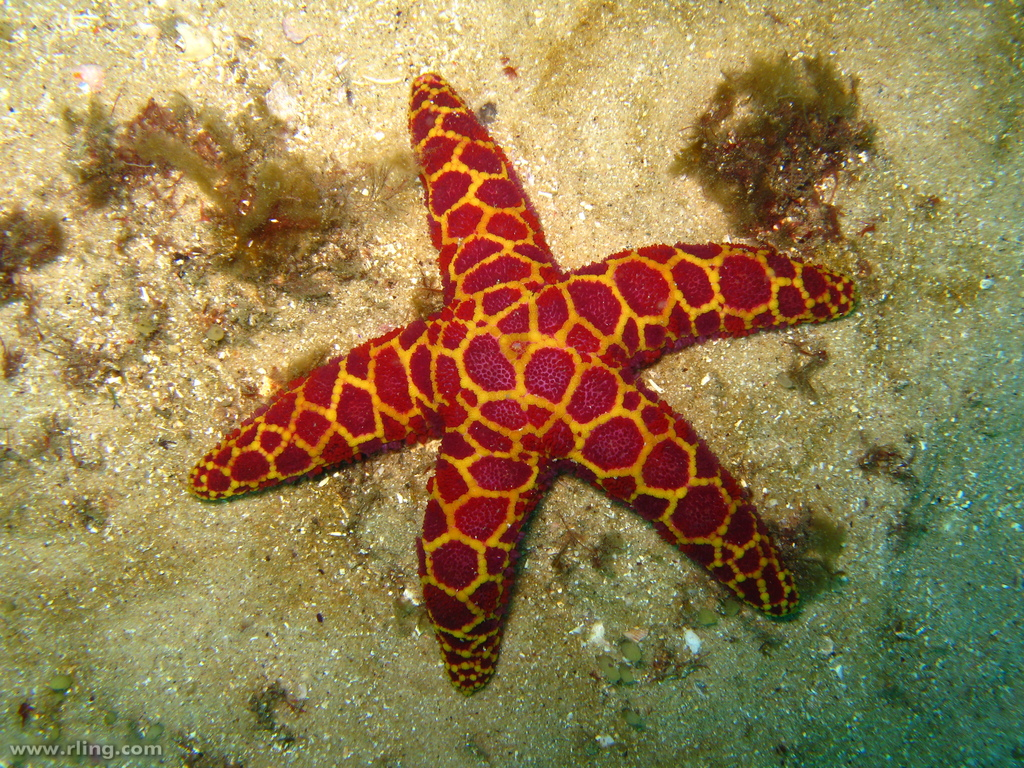
Plectaster decanus

    - Superclasse Cryptosyringida (Cryptosyringidi)
      - Echinoidea (Echinoidei o Ricci di mare)Stylocidaris affinis

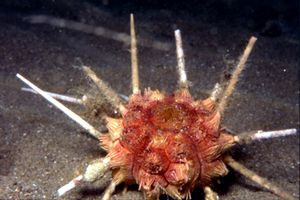
Stylocidaris affinis

      - Holothuroidea (Oloturoidei od Oloturie o Cetrioli di mare)
      - Ophiuroidea (Ofiuroidei od Ofiure o Stelle serpentine)

  - Subphylum Crinozoa (Crinozoi)
    - Crinoidea (Crinoidei o Crinoidi o Gigli di mare)
- Phylum Chordata (Cordati)[22]
  - Subphylum Urochordata (Urocordati o Tunicati)
  - Subphylum Cephalochordata (Cefalocordati)Branchiostoma lanceolatum

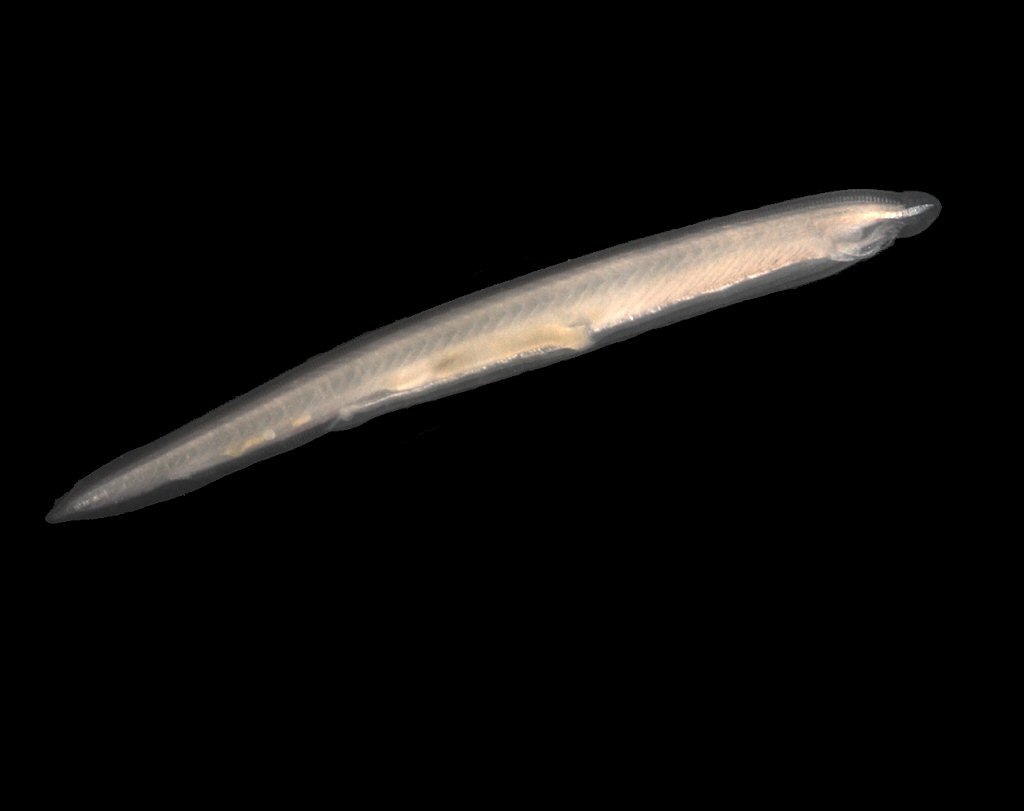
Branchiostoma lanceolatum

  - Subphylum Vertebrata (Vertebrati)
    - Infraphylum Agnatha (Agnati o Pesci senza mascelle)
      - Hyperoartia (lamprede)
      - Myxini (missiniformi)

    - Infraphylum Gnathostomata (Gnatostomi)
      - Chondrichthyes (Condroitti o Pesci cartilaginei)
      - Actinopterygii (Attinopterigi)
      - Coelacanthimorpha (celacanti)
      - Dipnoi (pesci polmonati)
      - Amphibia (Anfibi)
      - Reptilia (Rettili)
        - Aves (Uccelli)

      - Mammalia (Mammiferi)